# Catedral de Saint John (Belize City)
La Catedral de Saint John (en anglès: St. John's Cathedral), és una catedral anglicana a la ciutat de Belize City, Belize.
La catedral fou la primera església que es va bastir a la colònia de British Honduras. Fou construïda el 1812, tot i que ha patit nombroses alteracions i renovacions més recents. L'exterior de l'edifici és de maons; l'interior està revestit de caoba i sapodella.
És un lloc històric de Belize des de la influència colonial del passat del país. Al costat de l'església hi ha el més antic cementiri del país, el cementiri de Yarborough.